# Hackleburg
Hackleburg es un pueblo ubicado en el condado de Marion en el estado estadounidense de Alabama. En el censo de 2020, su población era de 1425 habitantes y una densidad poblacional de 36.02 personas por km².

## Demografía
En el 2000 la renta per cápita promedia del hogar era de $ 26.075$, y el ingreso promedio para una familia era de 30.938$. El ingreso per cápita para la localidad era de 17.239$. Los hombres tenían un ingreso per cápita de 26.542$ contra 20.739$ para las mujeres.

## Geografía
Hackleburg está situado en 34°16′17″N 87°49′51″O / 34.27139, -87.83083 (34.271460, -87.830826).
Según la Oficina del Censo de los EE. UU., la ciudad tiene un área total de 15.32 millas cuadradas (39.69 km²).